# Икра (альбом)
«Икра» — второй студийный альбом российской рок-группы «Мумий Тролль», вышедший 21 ноября 1997 года. Был высоко оценен критикой и стал бестселлером. В честь 2-го (по сути — 4-го) альбома был создан канал «Икра-ТВ».
Как впоследствии признался Лагутенко, не стоило выпускать Икру так поспешно — после издания Морской следовало выждать около года, и тогда популярность нового альбома была бы намного выше.
В 2010 году альбом занял 4-е место в списке «50 лучших русских альбомов всех времен», составленный журналом «Афиша» по итогам опроса молодых российских музыкантов.
Последний альбом с участием Альберта Краснова в качестве клавишника.

## Список композиций
Музыка и слова песен — Илья Лагутенко, кроме отмеченных
1. Доля риска
2. Шамаманы
3. Сиамские сердца
4. Не звезда
5. Дельфины
6. Ранетка
7. На яды
8. Так надо
9. Алмазами
10. Сигналы (музыка — И. Лагутенко, слова -И. Лагутенко, Л. Бурлаков)
11. Мальчик-солдат
12. Голод (музыка — Ю. Елисеев и А.Краснов, слова — Л. Бурлаков)*
13. Сайонара диска*
14. Далеко (музыка — И. Лагутенко, слова — Л. Бурлаков)*

- В переиздании на виниле 2012 года эти композиции отсутствуют.

## Участники записи
Музыканты
- Илья Лагутенко — голос, акустическая гитара, перкуссия, клавишные, автор текстов;
- Род Блейк — гитары
- Lee Pomeroy — бас-гитара
- Martin Hall — ударные, перкуссия
- Natasha Toujakov — фортепиано
- Григорий Хит — тенор-саксофон
- Diva Laguna — вокал
- Альберт Краснов — клавишные, музыка (12)
- Daniella Sorrentino, Antonina — бэк-вокал
- Ali Maas — женский бэк-вокал